# Philodendron subincisum
Philodendron subincisum är en kallaväxtart som beskrevs av Heinrich Wilhelm Schott. Philodendron subincisum ingår i släktet Philodendron och familjen kallaväxter. Inga underarter finns listade.